# Figure Venere
Figurica Venere je bilo koja figurica iz gornjeg paleolitika koja prikazuje ženu, obično isklesanu. Većina je otkrivena u Europi, ali neke su pronađene dalje, čak u Sibiru.
Većina datira iz razdoblja Gravettian (prije 26,000-21,000 godina). Međutim, nalazi nisu ograničeni na ovo razdoblje; na primjer, venera iz Hohle Felsa seže najmanje 35.000 godina do kulture Aurignacien, a Venera iz Monruza datira oko 11.000 godina i spada u kulturu Magdalénien. Takve su figurice isklesane od mekog kamena (poput steatita, kalcita ili vapnenca), kosti ili slonovače ili su oblikovane od gline i pečene. Potonji su među najstarijom keramikom poznatom povjesničarima. Ukupno je poznato preko 200 takvih figurica; gotovo sve su male, između oko 3 cm i 40 cm visine. Ove su figurice prepoznate kao neka od najranijih djela pretpovijesne umjetnosti.
Većina ima male glave, široke bokove i noge koje nemaju stopala nego se sužavaju do točke. Ruke i stopala često su odsutni, a glava je obično mala i bez lica. Razne figurice imaju prenaglašeni trbuh, bokove, grudi, bedra ili vulvu, iako mnogi pronađeni primjeri ne odražavaju ove tipične karakteristike. Prikazi frizura mogu biti detaljni, a posebno u sibirskim primjerima mogu se naznačiti odjeća ili tetovaže.
Izvorno kulturno značenje i svrha ovih predmeta nisu poznati. Često se pretpostavlja da su možda imali ritualnu ili simboličku funkciju. Postoje široko različita i špekulativna tumačenja njihove upotrebe ili značenja: na njih se gledalo kao na religiozne ličnosti, kao izraz zdravlja i plodnosti, bake božice ili kao samoprikazi ženskih umjetnica.

## Povijest otkrića
Vénus impudique, figurica koja je cijeloj kategoriji dala ime, bila je prvi paleolitski kiparski prikaz žene otkriven u moderno doba. Pronašao ga je 1864. Paul Hurault, 8. markiz de Vibraye u Laugerie-Basse u dolini Vézère. Ova je dolina jedno od mnogih važnih nalazišta kamenog doba u i oko komune Les Eyzies-de-Tayac-Sireuil u Dordogneu, na jugozapadu Francuske. Figurice su uglavnom otkrivene u kontekstu naselja, kako na otvorenim mjestima, tako i u špiljama. Magdalenienska Venera iz Laugerie-Bassea je bez glave, bez nogu, bez ruku i prikazuje snažno naglašeni ženski reproduktivni sustav.
Četiri godine kasnije, Salomon Reinach objavio je članak o grupi figurica od steatita iz špilja Balzi Rossi. Poznata Venera iz Willendorfa iskopana je 1908. godine iz ležišta lesa u dolini Dunava smještenoj u Austriji. Od tada su stotine sličnih figurica otkrivene od planina Pirineji do ravnica Sibira. 
U rujnu 2008. arheolozi sa sveučilišta u Tübingenu otkrili su figurica veličline 6 cm isklesanu iz mamutove kljove. Ova je figurica kasnije nazvana Venera iz Hohle Felsa i može se datirati prije najmanje 35 000 godina. Predstavlja najraniju poznatu skulpturu ove vrste i najranije poznato djelo figurativne umjetnosti.

## Ime
Ženske figurice iz gornjeg paleolitika zajednički su opisane kao "figurice Venere" prema rimskoj božici ljepote Veneri. Ova je odluka donesena jer su povjesnilari s početka 20. stoljeća pretpostavljali da figurice predstavljaju drevni ideal ljepote. 
Izraz "Venera" prvi je put sredinom devetnaestog stoljeća upotrijebio markiz de Vibraye, koji je otkrio figuricu od bjelokosti i nazvao je La Vénus impudique ili Venus Impudica ("neskromna Venera"). Markiz je zatim figuricu od bjelokosti suprotstavio Afroditi Knidos, grčko-rimskoj skulpturi na kojoj je Venera objema rukama prekrila svoje nago tijelo.
Upotreba imena metaforična je jer ne postoji veza između drevnih figurica i rimske božice Venere; premda su protumačeni kao prikazi iskonske ženske božice. Pojam je kritiziran jer odražava zapadne ideje, a ne odražava vjerovanja izvornih vlasnika skulptura, ali izvorna imena nisu poznata, pa je tako i izraz Venera opstao.
Poput mnogih prapovijesnih artefakata, možda nikada neće biti poznato točno kulturno značenje tih figura. Međutim, arheolozi nagađaju da oni mogu biti simbol sigurnosti i uspjeha, plodnosti ili božice majke. Ženske figure dio su umjetnosti gornjeg paleolitika, posebno kategorije paleolitika poznate kao prijenosna umjetnost.

## Detalji figurice
Većina figura Venere predstavljaju žene i slijede umjetničke konvencije vremena. Većina figurica prikazuje isti oblik tijela, najširi na trbuhu i pretjeranim ženskim reproduktivnim organima. Često se drugi detalji, poput glave i udova, zanemaruju ili odsutni, što dovodi do apstrahiranja lika do točke jednostavnosti. Glave su često relativno male veličine i bez detalja. Neki mogu predstavljati trudnice, dok drugi ne pokazuju naznake trudnoće.
Venera iz Willendorfa i Venera iz Laussela (kameni reljef, a ne figurica) ima tragove koji upućuju na to da je bila prekrivena crvenim okerom. Značenje ovoga nije poznato, ali se tradicionalno smatra da je njena svrha bila religijska ili ritualna. Neka ljudka tijela iz palaeolitika su bila pokrivena na slični način, pa se pretpostavlja da to ima neko značenje u kulturi koje danas nije poznato.
Sve općenito prihvaćene paleolitske ženske figurice potječu iz gornjeg paleolitika. Iako su u početku bili uglavnom smatra dijelom kulture Aurignacien, većina su sada povezana s kulturama Gravettien i Solutréen. U tim razdobljima prevladavaju okruglije figurice. Unutar kulture Magdalénien oblici postaju finiji s više detalja, a stilovi spomenutih figura počeli su postajati slični u područjima bliskog kontakta.

## Tumačenje
Mnogo je različitih interpretacija figurica od njihovog otkrića od kojih jedno potječe od Helen Benigni. U svojoj knjizi " Pojava božice" ona tvrdi da dosljednost u dizajnu ovih bezobličnih, često grudih, često grudih figura u širokom području i tijekom dugog vremenskog razdoblja sugerira da predstavljaju arhetip ženskog Vrhovnog Stvoritelja. Stanovnici neolitika, brončanog i željeznog doba vjerojatno su žene povezivali kao stvaraoce urođene vezane uz prirodne cikluse. Kroz to se vjerovalo da su ženski ciklusi rođenja i menstruacije usklađeni s lunarnim ciklusima i plimama i osekama.
Sugerira se da su zbog načina na koji su prikazane ove figure, poput velikih grudi i nedostatka stopala i lica, ove statue izrađivale žene gledajući vlastito tijelo, budući da njihova tijela iz vlastite prerspektive odgovaraju figuricama, a vjerojatno nisu imale pristup zrcalima.
Pretpostavlja se da bi oni mogli biti znak ranije raširenosti steatopigije, koja je danas uglavnom povezana sa ženama određenih afričkih ili andamanskih predaka. Međutim, Venere se ne mogu kvalificirati kao steatopigijske, jer pokazuju kut od približno 120 stupnjeva između leđa i stražnjice, dok steatopigija suvremenim medicinskim standardima dijagnosticira samo kut od oko 90 stupnjeva.

## Kasnije ženske figurice i kontinuitet
Neki znanstvenici sugeriraju izravan kontinuitet između paleolitskih ženskih figurica i kasnijih primjera ženskih prikaza iz neolitika ili brončanog doba.
Ženska figurica koja "nema praktičnu uporabu i prenosiva je" i ima zajedničke elemente figurice Venere (snažan naglasak ili pretjerivanje ženskih osobina povezanih sa spolom i nedostatak cjelovitih donjih udova) može se smatrati figurom Venere, čak i ako arheološki dokazi sugeriraju da je nastao nakon glavnog paleolitskog razdoblja. Neke figurice koje se podudaraju s ovom definicijom potječu iz neolitika i u brončano doba. Razdoblje i mjesto u kojem je izrađena figurica pomaže arheolozima da dođu do zaključaka može li se pronađeni umjetnički rad definirati kao figura Venere. Na primjer, keramičke figurice iz kasnog keramičkog neolitika mogu se prihvatiti kao figurice Venere, dok kamene figurice iz kasnijih razdoblja nisu. Ovo je stvar kontinuirane rasprave s obzirom na snažnu sličnost mnogih figurica iz paleolitika, neolitika i šire. Prerađeni endokast brahiopoda iz oko 6000. pne. U Norveškoj identificiran je kao figura kasne Venere.
To znači da bilo koju datu figuricu može ili ne mora klasificirati kao lik Venere bilo koji dati arheolog, bez obzira na njezin datum, iako većina arheologa diskvalificira figurice koje datiraju kasnije od paleolitika, iako je njihova svrha mogla biti ista. 

## Značajne figurice
| Ime                              | Dob (približno) | Mjesto                        | Materijal                             |
| -------------------------------- | --------------- | ----------------------------- | ------------------------------------- |
| Venera iz Hohle Felsa            | 35.000 – 40.000 | Švapska Jura, Njemačka        | mamutova bjelokost                    |
| Venera iz Galgenberga            | 30.000          | Donja Austrija                | serpentin                             |
| Venera iz Dolní Věstonice        | 27.000 – 31.000 | Moravska, Češka               | keramika                              |
| Venera iz Laussela               | 25.000          | Južna Francuska               | vapnenac, ali reljef                  |
| Venera iz Lespuguea              | 24.000 – 26.000 | Francuski Pirineji            | slonovače                             |
| Venera iz Willendorfa            | 24.000 – 26.000 | Donja Austrija                | vapnenac                              |
| Venera iz Brassempouya           | 23.000          | Brassempouy, Francuska        | slonovača                             |
| Venera iz Petřkovica             | 23.000          | Šleska, Češka                 | hematit                               |
| Figurice Venere s Mal'te         | 23.000          | Irkutska oblast, Rusija       | slonovača                             |
| Venera iz Buret'a                | 23.000          | Irkutska oblast, Rusija       | slonovača, serpentin                  |
| Venera iz Moravanije             | 23.000          | Moravany nad Váhom, Slovačka  | mamutova bjelokost                    |
| Figurice Venere iz Kostenkija    | 20 000 – 25 000 | Kostyonki–Borshchyovo, Rusija | slonovača                             |
| Venera iz Savignana              | 20 000 – 25 000 | Savignano sul Panaro, Italija | serpentin                             |
| Figurice Venere iz Balzi Rossija | 18.000 – 25.000 | Ventimiglia, Italija          | slonovača, steatit, serpentin, klorit |
| Figurice Venere iz Gönnersdorfa  | 11.500 – 15.000 | Neuwied, Njemačka             | slonovača, rog, kost                  |
| Figurice Venere iz Petersfelsa   | 11.500 – 15.000 | Engen, Njemačka               | gagat                                 |
| Venera iz Monruza                | 11.000          | Neuchâtel, Švicarska          | crni gagat                            |

## Poveznice
- Popis umjetnosti kamenog doba
- Matrijarhalna religija
- Kad je Bog bio žena

## Daljnje čitanje
- Abramova, Z., 1962: Paleolitičeskoe iskusstvo na teritoriji SSSR, Moskva : Akad. Nauk SSSR, Inst. Archeologii, 1962
- Abramova, Z., 1995 .: L'Art paléolithique d'Europe orientale et de Sibérie., Grenoble: Jérôme Millon.
- Cohen, C., 2003: La femme des originines - images de la femme dans la préhistoire occidentale, Belin - Herscher.ISBN 2-7335-0336-7
- Conard N., 2009 .: Ženska figurica iz bazalnih aurignaških naslaga špilje Hohle Fels na jugozapadu Njemačke. Priroda, 2009 .; 459 (7244): 248 DOI: 10.1038 / nature07995
- Cook, Jill 2013. Umjetnost ledenog doba: dolazak modernog uma ; London: British Museum Press.ISBN 978-0-7141-2333-2
- Delporte, Henri 1993. L'image de la femme dans l'art préhistorique, ed. Picard. (ISBN 2-7084-0440-7 )
- Dixson, Alan F. i Barnaby Dixson. 2011. "Figurice Venere iz europskog paleolitika: simboli plodnosti ili atraktivnosti?" Časopis za antropologiju 2011 [sic]: 1-11.
- Gvozdover, M., 1995: Umjetnost lovaca na mamute: nalazi iz Avdeeva, (Oxbow Monograph 49), Oxford: Oxbow.
- Power, C., 2004: 'Žene u pretpovijesnoj umjetnosti'. U G. Berghaus (ur.) ), Nove perspektive u pretpovijesnoj umjetnosti. Westport, CT i London: Praeger, str. 75-104.
- Schlesier, Karl H. 2001. "Više o figuricama 'Venere'." Trenutna antropologija 42: 410-12.
- Soffer O., Adovasio J., Hyland D., 2000: Figurice 'Venera' - tekstil, košara, spol i status u gornjem * paleolitiku, Trenutna antropologija svezak 41, broj 4, kolovoz – listopad 2000.
- Rau, S., Naumann D., Barth M., Mühleis Y., Bleckmann C., 2009: Eiszeit: Kunst und Kultur, Thorbecke, 2009, 396p.ISBN 978-3-7995-0833-9